# 1997年世界ボクシング選手権大会
1997年世界ボクシング選手権大会は、10月18日から26日までハンガリー・ブダペストで開催された。今大会はアマチュアボクシングの国際組織である国際アマチュアボクシング協会が主催する9回目の世界選手権で、アトランタオリンピックの翌年開催となった。今大会より出場可能年齢の上限が32歳から35歳に引き上げられた。

## メダル獲得者
| 階級                          | 金                                | 銀                                      | 銅                                                                    |
| ----------------------------- | --------------------------------- | --------------------------------------- | --------------------------------------------------------------------- |
| ライトフライ級 (– 48kg)       | マイクロ・ロメロ キューバ         | ローエル・ベラスコ フィリピン           | Rudolf Dydi スロバキア ダニエル・ペトロフ ブルガリア                  |
| フライ級 (– 51kg)             | Manuel Mantilla キューバ          | Ilfat Riazapov ロシア                   | オマール・ナルバエス アルゼンチン ボラト・ジュマディロフ カザフスタン |
| バンタム級 (– 54kg)           | ライムクル・マラフベコフ ロシア   | Waldemar Font キューバ                  | Soner Karagöz トルコ Aram Ramazyan アルメニア                         |
| フェザー級 (– 57kg)           | イシュトヴァン・コバチ ハンガリー | Falk Huste ドイツ                       | Sayan Sanszat ロシア Rusinelson Hardy キューバ                        |
| ライト級 (– 60kg)             | アレクサンドル・マレチン ロシア   | Tumentsetseg Uitumen モンゴル           | Koba Gogoladze グルジア 神銀喆 韓国                                   |
| ライトウェルター級 (– 63.5kg) | ドレル・シミオン ルーマニア       | Paata Gvasalia グルジア                 | Tonton Semakala スウェーデン ルーカス・コネチ チェコ                  |
| ウェルター級 (– 67kg)         | オレグ・サイトフ ロシア           | セルゲイ・ジンジラク ウクライナ         | ファン・エルナンデス キューバ マリアン・シミオン ルーマニア           |
| ライトミドル級 (– 71kg)       | アルフレド・デュベルヘル キューバ | イェルマハン・イブライモフ カザフスタン | Ercüment Aslan トルコ アドリアン・ディアコヌ ルーマニア               |
| ミドル級 (– 75kg)             | ゾルト・エルデイ ハンガリー       | アリエル・エルナンデス キューバ         | Dirk Eigenbrodt ドイツ Jean-Paul Mendy フランス                       |
| ライトヘビー級 (– 81kg)       | アレクサンドル・レブジアク ロシア | Frédéric Serrat フランス                | Isael Alvarez キューバ Stephen Kirk アイルランド                      |
| ヘビー級 (– 91kg)             | フェリックス・サボン キューバ     | Mike Hanke ドイツ                       | Tue Bjørn Thomsen デンマーク ジャコーベ・フラゴメーニ イタリア        |
| スーパーヘビー級 (+ 91kg)     | Georgi Kandelaki グルジア         | Alexis Rubalcaba キューバ               | セルゲイ・リャコビッチ ベラルーシ パオロ・ビドズ イタリア             |